# Amblyomma darwini
Amblyomma darwini är en fästingart som beskrevs av Hirst 1910. Amblyomma darwini ingår i släktet Amblyomma och familjen hårda fästingar. Inga underarter finns listade i Catalogue of Life.